# Flaga Vietcongu
Flaga Vietcongu – interpretowana na dwa sposoby:
1. Czerwień – komunistyczna północ; błękit – kapitalistyczne południe. Pięć ramion gwiazdy reprezentuje: robotników, chłopów, żołnierzy, naukowców i młodzież.
2. Czerwień – komunistyczna północ; błękit – dążenie do zjednoczenia całego narodu w walce o wspólną sprawę (gwiazda).